# Автобан A62 (Німеччина)
Федеральний автобан A62 (A62, нім. Bundesautobahn 62)  – німецький автобан, який пролягає від Ноннвайлера до Пірмазенса. При цьому він значною мірою оминає територію Саарбрюккена та представляє пряме сполучення між регіоном Айфель навколо Тріра та агломераціями південно-західної Німеччини.
Оскільки раніше запланована ділянка Саарбрюккен–Карлсруе федерального автобану 8 через Пфальцький ліс так і не була побудована, вона може лише частково виконати це завдання, тому маршрут має низьку інтенсивність руху. Таким чином, ділянка між Ландштулем і Пірмазенсом лише частково розширена на одну смугу із зустрічним рухом і позначена як дорога для автомобілів в цьому стані розширення.
Маршрут був запланований ще за часів націонал-соціалізму як частина рейхсавтобану від Кельна через Трір до рейхсавтобану Саарбрюккен-Мангейм поблизу Ландштуля. Будівництво першої секції нарешті почалося в 1960-х роках. Завершення тривало кілька років, поетапно, до 1991 року.

## Маршрут

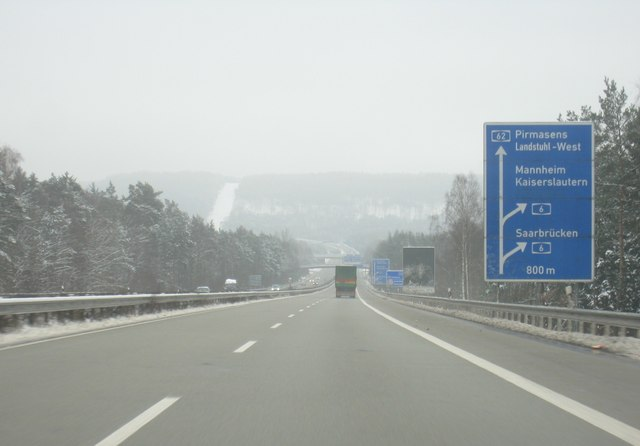
A62 - перехрестя з Ландштуль-Захід.

A62 починається як продовження смуги A1, що йде від Тріра в Ноннвайлер. Якщо ви хочете продовжити рух по останній у напрямку Саарбрюккена, вам потрібно залишити смугу. Оскільки сама розв'язка має пандуси лише на захід і північ (Тріра), сусіднє перехрестя Нонвайлер-Отценхаузен замінює маршрут A62–Саарбрюкен. Після кількох сотень метрів по державній дорозі ви повернетеся до A1 у південному напрямку.
Перші кілометри автобану пролягають через Саар уздовж південного краю високого лісу Шварцвальд. Незадовго до Біркенфельда він вперше змінюється на федеральну землю Рейнланд-Пфальц, веде по ділянках вздовж кордону між двома федеральними землями та змінює кілька разів, перш ніж остаточно залишити Саар у Райхвайлері. Автобан досягає Північно-Пфальцької височини і пролягає зі сходу на південний схід через сільську місцевість, доки рівнина Ландштюлер Брух не починається позаду Глан-Мюнхвайлера.